# Rogneda
Rogneda, Gorysława, Anastazja (ros. – Рогнеда Рогволодовна, Горислава, Анастасия; białorus. – Рагнеда Рагвалодаўна, Гарыслава, Анастасія) – kniaziówna połocka, córka księcia Rogwołoda, jedna z żon Wielkiego Księcia Kijowskiego Włodzimierza. Dawniej przyjmowano, że miała z Włodzimierzem synów Iziasława, Jarosława Mądrego, Wsiewołoda i Mścisława oraz dwie córki, w tym Przedsławę. Obecnie toczy się wśród historyków dyskusja w sprawie osoby matki poszczególnych synów Włodzimierza. Po 987 roku otrzymała jako uposażenie gród Izasław. Zmarła w 1000 roku, miejsce śmierci i pochówku pozostają nieznane.

## Życiorys

### Rogneda
W 980 roku według Powieści lat minionych Włodzimierz Wielki zebrał wojska, rozpoczynając przygotowania do wojny przeciwko bratu Jaropełkowi, księciu kijowskiemu. Prawdopodobnie szukał ówcześnie sprzymierzeńców wśród sąsiadów, dlatego wysłał swatów do córki księcia połockiego Rogwołoda w celu zapewnienia sobie poparcia militarnego ze strony przyszłego teścia. Rogwołod jednak przyrzekł już Rognedę Jaropełkowi. Po przybyciu swatów od Włodzimierza książę połocki zapytał córkę, za kogo chce wyjść: Włodzimierza czy Jaropełka. Wydarzenie to, ujęte w dwóch różnych wersjach, przedstawiły Powieść lat minionych i Latopis Ławrientiewski. Autor pierwszego dzieła napisał: 

Przyszedł Włodzimierz z Waregami do Nowogrodu [...] I posłał do Rogwołoda do Połocka, mówiąc: „Chcę pojąć córkę twoją sobie za żonę”. On zaś rzekł do córki swojej: „Chceszli za Włodzimierza?” Ona zaś rzekła: „Nie chcę rozzuć syna służebnicy, lecz za Jaropełka chcę”. [...] I przyszli pachołcy Włodzimierzowi, i powiedzieli mu wszystko, co mówiła Rogneda, córka Rogwołoda, kniazia połockiego. Włodzimierz tedy zebrał wojów mnogich, Waregów i Słowien, Czudów i Krywiczów, i poszedł na Rogwołoda. W tym czasie chciano Rognedę wydać za Jaropełka. I przyszedł Włodzimierz do Połocka, i zabił Rogwołoda i synów jego dwóch, a córkę jego pojął za żonę.

Inaczej przedstawił to wydarzenie autor Latopisu Ławrientiewskiego. Historię zamążpójścia Rognedy opisał z większym dramatyzmem. W źródle pojawiło się także drugie imię Rognedy – Gorysława – nadane jej przez Włodzimierza. Całe zajście zostało odnotowane pod rokiem 1128:

Rogwołod władał ziemią połocką, i dzierżył ją, i rządził nią. A Włodzimierz znajdował się w Nowogrodzie, jeszcze małoletnim i poganinem, i miał stryja Dobrynię wojewodę – męża chrobrego i zapobiegliwego, i on posłał do Rogwołoda, prosząc córkę jego za Włodzimierza. On rzekł do córki swojej: "Chcesz-li za Włodzimierza?" Ona rzekła: "Nie chcę zzuwać butów synowi niewolnicy, lecz chcę Jaropełka". Usłyszawszy taką odpowiedź, Włodzimierz rozgniewał się za syna niewolnicy i pożalił się Dobryni i wpadł w gniew i, wziąwszy wojów, poszedł na Połock i pokonał Rogwołoda. Rogwołod uciekł do miasta, i podeszli do miasta, i wzięli miasto, i samego księcia Rogwołoda wzięli, i żonę jego, i córkę jego; a Dobrynia poniżał jego i córkę jego, nazwał ją służebnicą, i rozkazał Włodzimierzowi być z nią przed ojcem i matką. Potem Włodzimierz zabił ojca jej, a samą ją wziął za żonę i nadał jej imię Gorysława. [...] Ona zaś powiedziała: "Zasmuciłam się, bowiem ojca mojego zabiłeś i ziemię jego zagarnąłeś przeze mnie [...]".

Obecnie uważa się, że wydarzenie, opisane w źródle, miało miejsce między rokiem 977 a 978.

### Gorysława

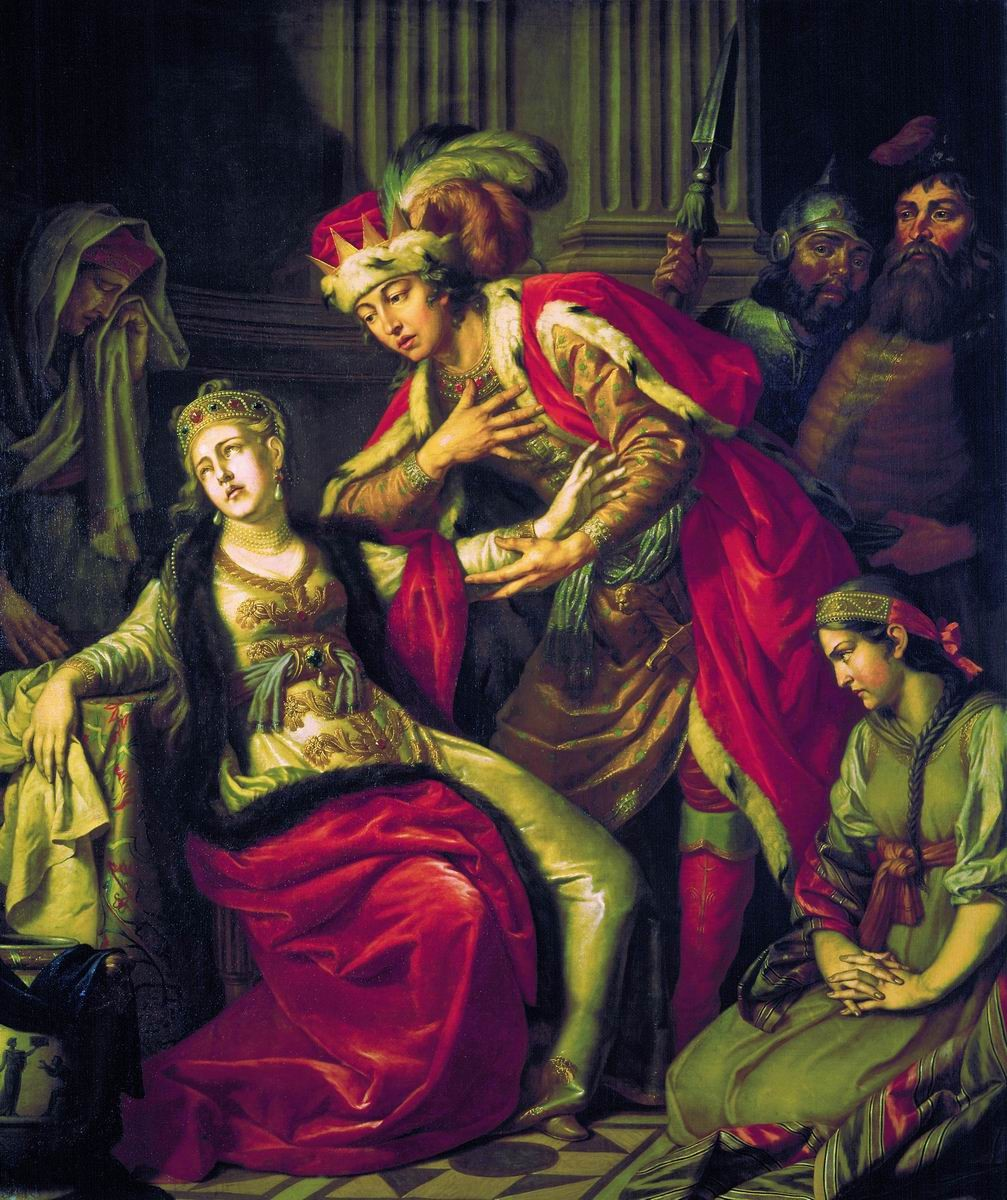
Łosienko A. P. Włodzimierz przed Rognedą (1770)

Rogneda zgodnie z Latopisem Ławrientiewskim otrzymała imię Gorysława od Włodzimierza po gwałcie na oczach rodziny. Po poślubieniu kniaziówny połockiej Włodzimierz odesłał ją nad rzekę Łybedzię, gdzie została założona osada Przedsławino, w której zamieszkała. Około 986 roku Włodzimierz postanowił poślubić księżniczkę bizantyjską Annę. Przed ślubem cesarz bizantyjski Bazyli II Bułgarobójca postawił Włodzimierzowi warunek przyjęcia chrztu. Aby go spełnić, Włodzimierz musiał rozwieść się ze swoimi pogańskimi żonami i odesłać nałożnice. Decyzja o rozwodzie skłoniła Rognedę do zaplanowania zamachu na życie męża (opis usiłowania mordu przedstawił Latopis Ławrientiewski pod rokiem 1128). Próba zabójstwa została jednak udaremniona. Włodzimierz nakazał żonie założyć weselne szaty i postanowił własnoręcznie pozbawić ją życia. Rogneda natomiast dała synowi, Iziasławowi, miecz ojca i pouczyła, co ma powiedzieć, gdy nadejdzie. Na widok syna z mieczem Włodzimierz pohamował gniew, lecz nie zostawił Rognedy i Iziasława w Kijowie. Odesłał ich do nowo wybudowanego zamku Izasławia.

### Anastazja
Dziewiętnastowieczny hagiograf, Michał Tołstoj, zawarł w swoich Opowiadaniach z historii Cerkwi ruskiej rozmowę Włodzimierza z Rognedą. Fragment, którym posłużył się Tołstoj do napisania opowiadania, pochodzi z szesnastowiecznego Latopisu Twerskiego. 

[...], a do Rognedy posłał wiadomość: "Jestem teraz chrześcijaninem i powinienem mieć jedną żonę; ty zaś jeśli chcesz, wybierz sobie męża spomiędzy bojarów". Rogneda odpowiedziała: "Jestem księżną z urodzenia. Czy tobie jedynemu drogie jest królestwo niebieskie? I ja chcę być oblubienicą Chrystusową i stać się podobną aniołom".

Według Latopisu Twerskiego Rogneda złożyła śluby mnisze i przyjęła chrześcijańskie imię Anastazja. Świadkiem rozmowy Włodzimierza z Rognedą był małoletni sparaliżowany Jarosław Włodzimierzowicz. Odpowiedź Rognedy wywarła na nim tak wielkie wrażenie, że ozdrowiał. Autor Latopisu Twerskiego znał prawdopodobnie legendę o matce Jarosława, lecz nie znał jej imienia. Sugerując się dwunastowiecznymi źródłami, wymienił imię Rognedy spośród wszystkich żon Włodzimierza Wielkiego. Stąd powstały późniejsze podania, jakoby Rogneda, przyjąwszy imię Anastazji, została wysłana do wybudowanego dla niej monasteru w Izasławiu. Pochodzące z latopisu informacje nie znajdują jednak potwierdzenia w innych źródłach. Niektórzy historycy łączą dwie legendy – o zamachu na życie Włodzimierza i złożeniu ślubów zakonnych – w jedną. Uważają przy tym, że Rogneda targnęła się na życie męża po tym, jak zamierzał wydać ją za jednego ze swoich bojarów. W tym jednak przypadku reakcja małego Jarosława na decyzję Rognedy byłaby bezpodstawna.
Znana jest data roczna śmierci Rognedy, która przypada na rok 1000. Żaden z latopisów nie zawarł informacji o miejscu zgonu i jej pochówku. W 1866 roku przy szlaku na Mińsk w miejscu niegdysiejszego klasztoru nad rzeką Czernica znaleziono bogaty grób obity czerwoną tkaniną i zasypany piaskiem. Przypuszcza się, że było to miejsce pochówku Rognedy. Współcześnie po grobie nie pozostało śladu.

## Dzieci Rognedy
Według Powieści lat minionych Rogneda i Włodzimierz mieli czterech synów i dwie córki: Iziasława, Jarosława, Wsiewołoda, Mścisława, Przedsławę i Przemisławę. Latopis Ławrientiewski pod rokiem 1128 sugeruje, że Rogneda miała jednego syna – Iziasława, ale wymienia czterech pod rokiem 980. Sprzeczności w latopisach ruskich, które podają różne dane o liczbie żon Włodzimierza, ich imionach oraz liczbie dzieci, dają podstawę do ich podważenia oraz przypuszczenia, że były redagowane w czasach późniejszych. Do podania w wątpliwość informacji o potomstwie skłaniają następujące czynniki: krótki siedmioletni okres małżeństwa z Włodzimierzem, status żony, która została osiedlona poza granicami stolicy męża, trzy kolejne śluby Włodzimierza, posiadanie przez niego prawdopodobnie ośmiuset nałożnic.
Niejasności danych o potomstwie wnosi data urodzenia Jarosława. Autor Powieści lat minionych podaje, że Jaroslaw zmarł w wieku 76 lat w 1054 roku, toteż data urodzenia przypada na rok 978. Pod rokiem 1016 autor źródła odnotował, że Jarosław przejął tron w Kijowie w wieku dwudziestu ośmiu lat, więc powinien urodzić się w 988 roku. Wasilij Tatiszczew uważał, że autor Powieści lat minionych popełnił błąd i Jarosław w 1016 roku winien mieć trzydzieści osiem lat. W niezachowanych do dziś latopisach raskolniczym, golicyńskim i chruszczewskim, którymi historyk dysponował, Jarosław z chwilą objęcia tronu w Kijowie miał odpowiednio dwadzieścia trzy, dwadzieścia osiem i trzydzieści cztery lata. Według orenburskiego manuskryptu Jarosław urodził się w 972 roku. W niektórych późniejszych latopisach syn Włodzimierza został wielkim księciem w wieku osiemnastu lat, co według Siergieja Sołowjowa domyślnie oznacza, że Jarosław objął władzę w Kijowie po osiemnastu latach panowania w Nowogrodzie. Po dodaniu do tej liczby dziesięciu lat panowania w Nowogrodzie i Rostowie wychodzi liczba dwadzieścia osiem wymieniona w Powieści lat minionych.
Niektórzy historycy uważają, że źródła zostały sfałszowane w XII wieku, kiedy książęta kijowscy rościli prawa do panowania w Połocku. W tym okresie obowiązek latopisania został przekazany z Ławry Peczerskiej do monasteru wydubickiego, gdzie dokonano redakcji.
Prawdopodobnie Iziasław był jedynym dzieckiem Rognedy. Za tą wersją przemawia kilka zdań w źródłach. Słowa, które Rogneda skierowała do Włodzimierza po zamachu, brzmiały:

Ona zaś powiedziała: "Zasmuciłam się, bowiem ojca mojego zabiłeś i ziemię jego zagarnąłeś przeze mnie, a teraz nie kochasz mnie z tym dzieckiem".

Bojarzy kijowscy doradzali Włodzimierzowi, aby zapobiec mordu na Rognedzie:

Nie zabijaj jej dla tego dziecka, lecz odnów jej ojczyznę i daj jej ze swoim synem.

W niektórych latopisach Iziasław został nazwany dziecięciem, co oznacza, że syn Rognedy w momencie zamachu na Włodzimierza miał nie więcej niż siedem lat. Biorąc pod uwagę fakt, że Rogneda próbowała dokonać zabójstwa około 986 roku, tenże mógł urodzić się na przełomie roku 978/979, 9-12 miesięcy po ślubie Włodzimierza i Rognedy.